# Cercospora carthami
Cercospora carthami är en svampart som beskrevs av Sundaram & T.S. Ramakr. 1928. Cercospora carthami ingår i släktet Cercospora och familjen Mycosphaerellaceae.   Inga underarter finns listade i Catalogue of Life.